# Polo călare
Polo călare este un sport ecvestru de echipă în care jucătorii călare, servindu-se de un ciocan cu mâner lung, caută să introducă o minge în poarta echipei adverse. Meciul are loc între două echipe de câte patru jucători și caii lor, pe durata a 6 reprize (chukka) a câte 7 minute. Terenul de polo călare este cel mai mare din întreaga lume a sporturilor, cu dimensiunii de 300 × 160 iarzi (270×150 m), echivalent cu nouă terenuri de fotbal.
Sportul este unul dintre cele mai vechi din lume. Era cunoscut în Persia sub numele chaugan (ciocan) acum 2500 de ani. În prezent este practicat în 77 de țări, inclusiv 16 țări cu titlu profesional.
Polo in Romania: Singureni Manor Polo Cup.

## Legături externe
- en  Federația Internațională de Polo Călare